# Surrealistic Pillow
1967 februárjában jelent meg a Jefferson Airplane második albuma, a Surrealistic Pillow. Az együttes eredeti dobosa, Skip Spence 1966 közepén kivált az együttesből, helyét egy Los Angeles-i dzsesszdobos, Spencer Dryden vette át. Hamarosan Signe Toly Anderson énekesnő is elhagyta az Airplane-t. Helyére 1966 őszén Grace Slick került, aki korábbi együttese, a The Great Society két dalát is magával hozta. A White Rabbit és a Somebody to Love az együttes két legismertebb dalává vált (utóbbit Slick akkori sógora írta). Slick és Dryden először ezen az albumon és a hozzá kapcsolódó kislemezeken szerepelt az Airplane tagjaként. Csatlakozásukkal létrejött az együttes legismertebb felállása, ami Dryden 1970-es kiválásáig maradt együtt. Sokan szerint az album az 1960-as évek ellenkultúrájának egyik legfontosabb dokumentuma.
Abban az időben a Jefferson Airplane egyedülálló módon ötvözte a folk-rockot a pszichedelikus rockkal, zenéjükben a The Byrds, a The Mamas & the Papas és Bob Dylan eredményeit követték. A Surrealistic Pillow volt az első országos sikerű pszichedelikus album egy San Franciscó-i együttestől: felhívta a világ figyelmét a város pezsgő művészeti életére, ami az 1950-es évek beat-generációjával kezdődött, majd az 1960-as években Haight-Ashbury ellenkultúrájának adta át helyét. Ezzel egyidőben az Airplane és más együttesek sikere nyomán fellépő kíváncsiság alapjaiban változtatta meg a város ellenkultúráját, a média 1968-ban pedig egy teljesen más San Franciscóról tudósított, mint 1966-ban. A borítón látható képet Herb Greene, egy San Franciscó-i fotós készítette.
Többen feltételezik, hogy Jerry Garcia, a Grateful Dead gitárosa is közreműködött az album felvételeiben. Erre vonatkozó adatok azonban nem maradtak fenn az RCA feljegyzéseiben, Rick Jarrard producer pedig tagadta, hogy Garcia részt vett volna a felvételeken. Viszont a Jefferson Starship koncertjein Marty Balin a Comin' Back to Me bevezetőjében majdnem mindig megemlítette a Surrealistic Pillow felvételeit és azt, hogy az eredeti felvételen Garcia gitározott.
A Surrealistic Pillow a Billboard albumlistáján a 3. helyet érte el, 1967. július 24-én pedig aranylemez lett. Két, kislemezen is megjelent dala, a White Rabbit (#8) és a Somebody to Love (#5) pedig bekerült a Top 10-be. Az albumnak mono és sztereó keverése is készült, melyek a 2001 novemberében megjelent új kiadáson egyszerre kaptak helyet (eredetileg az Ignition című díszdobozos kiadásban jelentek meg). 2003. augusztus 19-én egy újabb sztereó kiadás jelent meg, hét új dallal (köztük a White Rabbit és a Somebody to Love mono kislemez-változataival). A 2003-as kiadás producere Bob Irwin volt.
Az albumot 2003-ban a Rolling Stone Minden idők 500 legjobb albumát felsoroló listáján a 146. helyre sorolták. Szerepel az 1001 lemez, amit hallanod kell, mielőtt meghalsz című könyvben.

## Az album dalai

### Első oldal
|    | Cím                | Szerző(k)                   | Hossz |
| -- | ------------------ | --------------------------- | ----- |
| 1. | She Has Funny Cars | Marty Balin, Jorma Kaukonen | 3:03  |
| 2. | Somebody to Love   | Darby Slick, Grace Slick    | 2:54  |
| 3. | My Best Friend     | Skip Spence                 | 2:59  |
| 4. | Today              | Marty Balin, Paul Kantner   | 2:57  |
| 5. | Comin' Back to Me  | Marty Balin                 | 5:18  |

### Második oldal
|    | Cím                         | Szerző(k)      | Hossz |
| -- | --------------------------- | -------------- | ----- |
| 1. | 3/5 of a Mile in 10 Seconds | Marty Balin    | 3:39  |
| 2. | D.C.B.A. -25                | Paul Kantner   | 2:33  |
| 3. | How Do You Feel             | Paul Kantner   | 3:26  |
| 4. | Embryonic Journey           | Jorma Kaukonen | 1:51  |
| 5. | White Rabbit                | Grace Slick    | 2:27  |
| 6. | Plastic Fantastic Lover     | Marty Balin    | 2:33  |

### Bónuszdalok a 2003-as kiadáson
|    | Cím                                    | Szerző(k)                                  | Hossz |
| -- | -------------------------------------- | ------------------------------------------ | ----- |
| 1. | In the Morning                         | Jorma Kaukonen                             | 6:21  |
| 2. | J.P.P. McStep B. Blues                 | Skip Spence                                | 2:38  |
| 3. | Go to Her (Version Two)                | Paul Kantner, Irving Estes                 | 4:02  |
| 4. | Come Back Baby                         | tradicionális; Jorma Kaukonen feldolgozása | 2:56  |
| 5. | Somebody to Love (Mono Version)        | Darby Slick, Grace Slick                   | 2:58  |
| 6. | White Rabbit (Mono Version)            | Grace Slick                                | 2:31  |
| 7. | D.C.B.A. -25 (instrumentális, rejtett) | Paul Kantner                               | 2:39  |

Az album arany CD-s kiadásán a mono és sztereó változat egyazon lemezen hallható.

### Alternatív dalsorrend
A hagyományos, illetve 8 sávos magnószalagokon az eredetitől eltérő sorrendben hallhatóak a dalok.
|     | Cím                         | Szerző(k)                                                                        | Hossz |
| --- | --------------------------- | -------------------------------------------------------------------------------- | ----- |
| 1.  | She Has Funny Cars          | Marty Balin, Jorma Kaukonen                                                      | 3:03  |
| 2.  | Comin' Back to Me           | Marty Balin                                                                      | 5:18  |
| 3.  | Somebody to Love            | Darby Slick, Grace Slick (újabb kiadásokon csak Grace Slick szerepel szerzőként) | 2:54  |
| 4.  | My Best Friend              | Skip Spence                                                                      | 2:59  |
| 5.  | D.C.B.A. -25                | Paul Kantner                                                                     | 2:33  |
| 6.  | Today                       | Marty Balin, Paul Kantner                                                        | 2:57  |
| 7.  | 3/5 of a Mile in 10 Seconds | Marty Balin                                                                      | 3:39  |
| 8.  | Embryonic Journey           | Jorma Kaukonen                                                                   | 1:51  |
| 9.  | How Do You Feel             | Paul Kantner                                                                     | 3:26  |
| 10. | White Rabbit                | Grace Slick                                                                      | 2:27  |
| 11. | Plastic Fantastic Lover     | Marty Balin                                                                      | 2:33  |

Néhány kiadáson a My Best Friend észrevehetően lassabb, így hangneme az eredeti D helyett Desz.

## Közreműködők
- Marty Balin – ének, ritmusgitár
- Grace Slick – ének, zongora, orgona, furulya
- Paul Kantner – ritmusgitár, ének
- Jorma Kaukonen – szólógitár, ritmusgitár, ének
- Jack Casady – basszusgitár, ritmusgitár
- Spencer Dryden – dob, ütőhangszerek
- Jerry Garcia – gitár

### Produkció
- Jerry Garcia – zenei és spirituális tanácsadó
- David Hassinger – hangmérnök
- Marty Balin – album design
- Herb Green – borítókép
- Rick Jarrard – producer